# Symon Sozontiw
Symon Sozontiw (ur. 1898  – zm. 1980) – ukraiński działacz społeczny, premier rządu Ukraińskiej Republiki Ludowej na emigracji.
Był oficerem Armii Ukraińskiej Republiki Ludowej, od 1920 na emigracji, najpierw w Czechosłowacji, później we Francji.
Działał w ukraińskich organizacjach emigracyjnych we Francji, w latach 1954–1957 był premierem rządu URL na emigracji.

## Literatura
- Andrzej Chojnowski, Jacek Bruski - "Ukraina", Warszawa 2006, ISBN 978-83-7436-039-5